# Ivdel
Ivdel (ryska Ивдель) är en stad i Sverdlovsk oblast i Ryssland, och är belägen vid Ivdelfloden, en biflod till (Ob där Lozvafloden rinner samman. Folkmängden uppgår till cirka 16 000 invånare.

## Historia
Ivdel kan sägas ha grundats 1589, när den första ryska fästningen öster om Uralbergen byggdes. Den fick namnet Lozvinsky Gorodok. Platsen blev med tiden känd som Nikito-Ivdel och senare, 1831, som Ivdel. Stadsrättigheter fick staden 1943.

## Klimat
Ivdel har subarktiskt klimat, med mycket kalla vintrar och varma somrar. Högst uppmätta månadstemperatur är juli månad, +17,4oC. Lägst uppmätta månadstemperatur är februari månad, -19,8oC.
Medeltemperaturen på hela året är -0,65oC.
Nederbörden är måttlig och något högre på sommaren än under andra årstider. Ett normalt år är nederbörden 517 mm, då nederbörd faller under ett genomsnitt av 94 dagar.
Ivdel hade i genomsnitt 1 830 soltimmar per år 1961-1990.